# ناحیه صنعتی زهک
ناحیه صنعتی زهک، روستایی از توابع بخش مرکزی شهرستان زهک در استان سیستان و بلوچستان ایران است.

## جمعیت
این روستا در دهستان زهک قرار دارد و براساس سرشماری مرکز آمار ایران در سال ۱۳۹۵، جمعیت آن ۱۱۹ نفر (۴۵ خانوار) بوده‌است.